# Carl Breien
Carl Breien, född 1869 i Norge, död 1958, var överste i Frälsningsarmén och sångförfattare.
Breien var i Frälsningsarmén divisionschef, fältsekreterare och chefsekreterare i Norge, Danmark och Finland.

## Sånger
- Röj väg för Kristus, Frälsaren
- Sänd, Gud, din helge And’ ned över mig